# Fabu Olmedo
Fabiana Olmedo, también conocida como Fabu Olmedo y Fabu Pop, es una cantante, actriz y modelo de belleza paraguaya transgénero. Al ser la ganadora del título de belleza Miss International Queen Paraguay, en 2022 representó también a su país en el certamen internacional de belleza Miss International Queen de ese año.
En mayo de 2023 se postuló para el concurso de belleza paraguayo Emperatriz Top Model, siendo la única participante trans del concurso.

## Discografía

### EPs
- La puta ama (2021)

## Actuación

### Teatro
| Año  | Obra                  | Personaje        | Notas |
| ---- | --------------------- | ---------------- | ----- |
| 2019 | Cabaret Trans         |                  |       |
| 2020 | Soledades de Ciudades |                  |       |
| 2020 | Inundadas             |                  |       |
| 2021 | Trapos Sucios         | Carola Caríssimo |       |
| 2021 | ¿Qué fue lo que pasó? | Mechi Acosta     |       |
| 2021 | Hora de la novela     | Melissa          |       |